# Dunezera purvs
Dunezera purvs este o arie protejată (arie specială de conservare — SAC, sit de importanță comunitară — SCI, arie de protecție specială avifaunistică — SPA) din Letonia întinsă pe o suprafață de 4,4 ha, integral pe uscat.

## Localizare
Centrul sitului Dunezera purvs este situat la coordonatele 56°34′14″N 24°52′53″E / 56.5706°N 24.8814°E.

## Înființare
Situl Dunezera purvs a fost declarat arie de protecție specială avifaunistică în decembrie 2002 pentru a proteja . Alte tipuri de protecție:
- sit de importanță comunitară (în mai 2004)
- arie specială de conservare (în mai 2004)[1][3][4]

## Biodiversitate
Situată în ecoregiunea boreală, aria protejată conține 4 habitate naturale: Turbării active, Mlaștini turboase de tranziție și turbării mișcătoare, Depresiuni pe substraturi de turbă de Rhynchosporion, Mlaștini împădurite.
La baza desemnării sitului se află un număr nedeclarat de specii protejate: